# Бољановић
Бољановић је српско презиме из Данића у Херцеговини.
По свој прилици су Бољановићи у ово гатачко село дошли из Црне Горе. Др Јевто Дедијер наводи да су они "заборавили из ког мјеста" су ту дошли 1600. године из Црне Горе. С друге стране, Ристо Милићевић долазак Бољановића ставља 200 година унапријед, те наводи 1800. годину.
И породична предања умногоме потврђују ове наводе. Наиме, "заборављено мјесто" о ком др Дедијер говори су по свој прилици Бољевићи код Бара, а година доласка у Херцеговину изгледа да је био 1714. Генетичко порекло Срба Старе Херцеговине ово негира. Група аутора наведене књиге изнијели су тврдњу да дотично село "не постоји", те да су Бољановићи доселили у Даниће послије 1701. Турски попис из те године показује да није било становника у селу.
Бољановићи славе Светог Јована. Данас живе углавном у Херцеговини, а мањим дијелом и у другим крајевима Републике Српске, Србије и Црне Горе.
Српски ДНК пројекат портала Порекло утврдио је да Бољановићи припадају роду Мириловића.

## Познате личности
- Ђуро Бољановић[5] - пјесник
- Никола Бољановић[6] - џудиста